# Diocesi di Accia

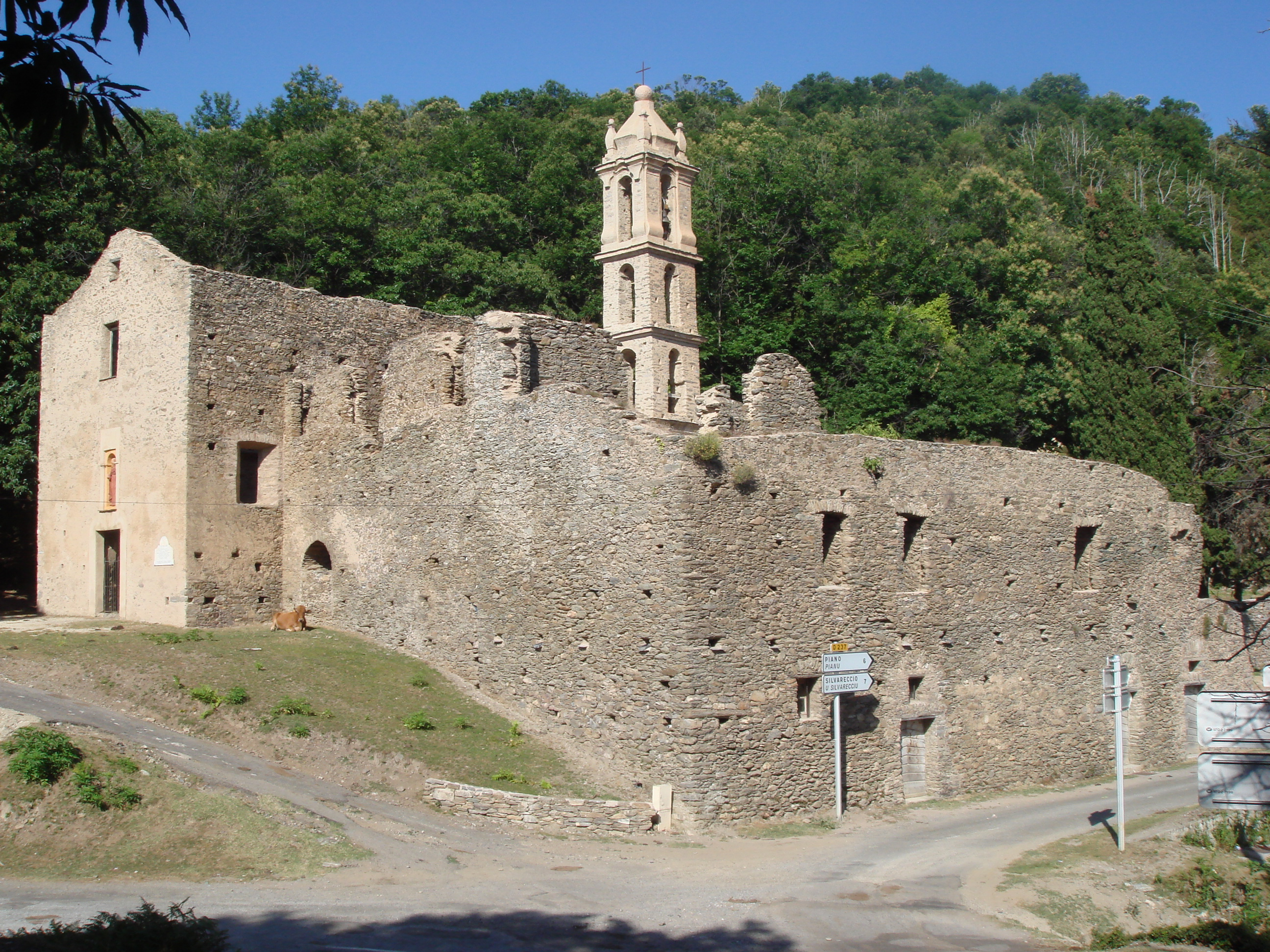
Il convento di Sant'Antonio di Casabianca.

La diocesi di Accia (in latino: Dioecesis Acciensis) è una diocesi soppressa e sede titolare della Chiesa cattolica.

## Territorio
Accia è una località dell'Alta Corsica, oggi in rovina, non lontano dal comune di La Porta; in essa si trovava la cattedrale di San Pietro, antica chiesa edificata al tempo di Gregorio Magno. Dal XII secolo i vescovi risiedettero dapprima a Casalta, nella località chiamata Costa de' Fiori, ed in seguito nel convento di Sant'Antonio di Casabianca.
Era la più piccola diocesi corsa e comprendeva le pievi di Rostino e di Ampugnani, che in precedenza appartenevano rispettivamente dalle diocesi di Aleria e di Mariana, per un totale di appena 15 parrocchie.

## Storia
La diocesi corsa di Accia fu eretta verso la metà del IX secolo. Non si conoscono i vescovi della prima fase della sua storia. Il primo vescovo documentato è Nicola (o Nicolò), menzionato nel 909. Restano comunque scarse le notizie sui vescovi acciensi fino al XII secolo.
Fino all'XI secolo, come tutte le diocesi corse, Accia era immediatamente soggetta alla Santa Sede. Nel 1092 entrò a far parte della provincia ecclesiastica dell'arcidiocesi di Pisa. Il 19 marzo 1133 passò alla metropolia di Genova con la bolla Iustus Dominus di papa Innocenzo II.
Secondo François Casta, la diocesi fu eretta nel 1133, in occasione della spartizione delle sedi corse fra le metropolie di Pisa e di Genova; Accia fu eretta a diocesi per fare in modo che a ciascun metropolita, in disputa tra loro, toccassero tre diocesi. È probabile che in questa occasione fu ristabilita una sede che, a causa delle invasioni saracene del X secolo, era rimasta vacante per tanto tempo.
A causa dell'insalubrità del luogo, la regione fu abbandonata dalla popolazione. Di conseguenza la diocesi, il 30 gennaio 1563, fu soppressa ed il suo territorio unito a quello di Mariana, ai cui vescovi fu unito il titolo di Accia.
La diocesi di Mariana e Accia fu soppressa in seguito al Concordato con la bolla Qui Christi Domini di papa Pio VII del 29 novembre 1801 e il suo territorio incorporato in quello della diocesi di Ajaccio.
Dal 1968 Accia è annoverata tra le sedi vescovili titolari della Chiesa cattolica; dall'8 ottobre 2014 il vescovo titolare è Levi Bonatto, vescovo ausiliare di Goiânia.

## Cronotassi

### Vescovi
- Nicola † (menzionato nel 909)
- Riccobono † (menzionato nel 930)
- Enrico o Arrigo † (menzionato nel 1133)
- Opizo † (menzionato nel 1237)[7]
- Imero Guardalupo, O.E.S.A. † (prima del 1267 - 1272[8] deceduto)
- Benvenuto Nonno, O.Cist. † (prima del 1297 - 1332 deceduto)
- Angelo, O.F.M. † (20 settembre 1332 - 1344 deceduto)
- Nicola II † (28 maggio 1344 - 1348 deceduto)
- Francesco de Quesso, O.F.M. † (11 febbraio 1348 - ? deceduto)[9]
- Raimondo de Piacenza, O.F.M. † (13 maggio 1377 - ? deceduto)
- Francesco Bonaccorsi, O.F.M. † (13 ottobre 1400 - ?)
- Ludovico di Narni, O.F.M. † (26 marzo 1401 - ? deceduto)
- Agnello di Napoli, O.Carm. † (30 maggio 1421 - ?)
- Alberto de Casini, O.F.M. † (6 febbraio 1441 - 8 settembre 1450 deceduto)
- Antonio d'Omessa, O.P. † (17 marzo 1451 - ? deposto)
- Giovanni Andrea Bussi † (3 marzo 1463 - 23 luglio 1466 nominato vescovo di Aleria)
- Antonio de Bonaumbra † (4 maggio 1467 - ? deceduto)
- Bartolomeo Panmoglio † (14 aprile 1480 - ?)
  - Paolo Fregoso † (26 marzo 1493 - 1493/1494 dimesso) (amministratore apostolico)
- Girolamo Antonio di Subiaco † (21 febbraio 1494 - ? deceduto)
- Domenico de Valletari † (21 agosto 1500 - 1521 dimesso)
- Bernardino de Luca † (16 ottobre 1521 - ? dimesso)
- Benedetto de Nobili † (1536 - 1545 dimesso)
- Girolamo Boccadoro † (26 agosto 1545 - ? deceduto)
- Pietro Affatato † (14 febbraio 1547 - 3 luglio 1553 nominato vescovo di Minori)
- Agostino Salvago, O.P. † (18 agosto 1553 - 28 novembre 1558 dimesso)[10]
- Giulio Superchio, O.Carm. † (14 febbraio 1560 - 30 gennaio 1563 nominato vescovo di Caorle)
  - Sede unita a Mariana (1563-1801)

### Vescovi titolari
- Luis Rojas Mena (6 maggio 1968 - 20 agosto 1969 nominato vescovo di Culiacán)
- Jean-Baptiste Ama † (12 dicembre 1974 - 22 luglio 1983 nominato vescovo di Sangmélima)
- Louis Jean Dufaux † (27 febbraio 1984 - 10 marzo 1988 nominato vescovo coadiutore di Grenoble)
- Jean Zerbo (21 giugno 1988 - 19 dicembre 1994 nominato vescovo di Mopti)
- Jean-Claude Périsset (16 novembre 1996 - 12 novembre 1998 nominato arcivescovo titolare di Giustiniana Prima)
- James Liu Tan-kuei (18 maggio 1999 - 4 dicembre 2004 nominato vescovo di Hsinchu)
- Rochus Josef Tatamai, M.S.C. (8 luglio 2005 - 29 novembre 2007 nominato vescovo di Bereina)
- Roberto Francisco Ferrería Paz (19 dicembre 2007 - 8 giugno 2011 nominato vescovo di Campos)
- Giovanni Crippa, I.M.C. (21 marzo 2012 - 9 luglio 2014 nominato vescovo di Estância)
- Levi Bonatto, dall'8 ottobre 2014